# Eleições legislativas portuguesas de 1991 no distrito de Aveiro
| Eleições legislativas portuguesas de 1991 Distritos: Aveiro \| Beja \| Braga \| Bragança \| Castelo Branco \| Coimbra \| Évora \| Faro \| Guarda \| Leiria \| Lisboa \| Portalegre \| Porto \| Santarém \| Setúbal \| Viana do Castelo \| Vila Real \| Viseu \| Açores \| Madeira \| Estrangeiro |

## Resultados por Concelho
Os resultados nos concelhos do Distrito de Aveiro foram os seguintes:

### Águeda
| Partido                 | Partido                           | Votos  | %               | +/-  |
| ----------------------- | --------------------------------- | ------ | --------------- | ---- |
|                         | Partido Social Democrata          | 15 208 | 60,51 / 100,00  | 1,35 |
|                         | Partido Socialista                | 6 513  | 25,92 / 100,00  | 3,88 |
|                         | Centro Democrático e Social       | 1 576  | 6,27 / 100,00   | 1,54 |
|                         | Coligação Democrática Unitária    | 718    | 2,86 / 100,00   | 1,97 |
|                         | Partido da Solidariedade Nacional | 284    | 1,13 / 100,00   | Novo |
|                         | Outros                            | 454    | 1,80 / 100,00   |      |
| Votos Inválidos         | Votos Inválidos                   | 378    | 1,51 / 100,00   | 0,46 |
| Total                   | Total                             | 25 131 | 100,00 / 100,00 |      |
| Eleitorado/Participação | Eleitorado/Participação           | 37 413 | 67,17 / 100,00  | 3,93 |

### Albergaria-a-Velha
| Partido                 | Partido                           | Votos  | %               | +/-  |
| ----------------------- | --------------------------------- | ------ | --------------- | ---- |
|                         | Partido Social Democrata          | 7 955  | 63,55 / 100,00  | 0,84 |
|                         | Partido Socialista                | 2 712  | 21,67 / 100,00  | 2,08 |
|                         | Centro Democrático e Social       | 1 091  | 8,72 / 100,00   | 2,08 |
|                         | Coligação Democrática Unitária    | 220    | 1,76 / 100,00   | 1,16 |
|                         | Partido da Solidariedade Nacional | 145    | 1,16 / 100,00   | Novo |
|                         | Outros                            | 195    | 1,56 / 100,00   |      |
| Votos Inválidos         | Votos Inválidos                   | 199    | 1,59 / 100,00   | 0,40 |
| Total                   | Total                             | 12 517 | 100,00 / 100,00 |      |
| Eleitorado/Participação | Eleitorado/Participação           | 17 872 | 70,04 / 100,00  | 4,33 |

### Anadia
| Partido                 | Partido                        | Votos  | %               | +/-  |
| ----------------------- | ------------------------------ | ------ | --------------- | ---- |
|                         | Partido Social Democrata       | 11 788 | 65,53 / 100,00  | 1,55 |
|                         | Partido Socialista             | 4 009  | 22,29 / 100,00  | 3,70 |
|                         | Centro Democrático e Social    | 1 134  | 6,30 / 100,00   | 0,14 |
|                         | Coligação Democrática Unitária | 276    | 1,53 / 100,00   | 0,85 |
|                         | Outros                         | 461    | 2,57 / 100,00   |      |
| Votos Inválidos         | Votos Inválidos                | 320    | 1,78 / 100,00   | 0,54 |
| Total                   | Total                          | 17 988 | 100,00 / 100,00 |      |
| Eleitorado/Participação | Eleitorado/Participação        | 25 720 | 69,94 / 100,00  | 2,63 |

### Arouca
| Partido                 | Partido                           | Votos  | %               | +/-  |
| ----------------------- | --------------------------------- | ------ | --------------- | ---- |
|                         | Partido Social Democrata          | 9 608  | 71,56 / 100,00  | 1,14 |
|                         | Partido Socialista                | 2 100  | 15,64 / 100,00  | 2,79 |
|                         | Centro Democrático e Social       | 906    | 6,75 / 100,00   | 0,49 |
|                         | Coligação Democrática Unitária    | 158    | 1,18 / 100,00   | 0,35 |
|                         | Partido da Solidariedade Nacional | 152    | 1,13 / 100,00   | Novo |
|                         | Outros                            | 303    | 2,25 / 100,00   |      |
| Votos Inválidos         | Votos Inválidos                   | 200    | 1,49 / 100,00   | 0,58 |
| Total                   | Total                             | 13 427 | 100,00 / 100,00 |      |
| Eleitorado/Participação | Eleitorado/Participação           | 19 447 | 69,04 / 100,00  | 5,47 |

### Aveiro
| Partido                 | Partido                           | Votos  | %               | +/-  |
| ----------------------- | --------------------------------- | ------ | --------------- | ---- |
|                         | Partido Social Democrata          | 21 876 | 57,94 / 100,00  | 3,78 |
|                         | Partido Socialista                | 9 265  | 24,54 / 100,00  | 4,73 |
|                         | Centro Democrático e Social       | 3 393  | 8,99 / 100,00   | 2,05 |
|                         | Coligação Democrática Unitária    | 1 199  | 3,18 / 100,00   | 1,54 |
|                         | Partido da Solidariedade Nacional | 582    | 1,54 / 100,00   | Novo |
|                         | Outros                            | 754    | 2,01 / 100,00   |      |
| Votos Inválidos         | Votos Inválidos                   | 686    | 1,82 / 100,00   | 0,06 |
| Total                   | Total                             | 37 755 | 100,00 / 100,00 |      |
| Eleitorado/Participação | Eleitorado/Participação           | 53 473 | 70,61 / 100,00  | 5,15 |

### Castelo de Paiva
| Partido                 | Partido                        | Votos  | %               | +/-  |
| ----------------------- | ------------------------------ | ------ | --------------- | ---- |
|                         | Partido Social Democrata       | 5 814  | 59,91 / 100,00  | 0,59 |
|                         | Partido Socialista             | 3 158  | 32,54 / 100,00  | 4,60 |
|                         | Centro Democrático e Social    | 191    | 1,97 / 100,00   | 0,06 |
|                         | Coligação Democrática Unitária | 166    | 1,71 / 100,00   | 1,00 |
|                         | Outros                         | 197    | 2,04 / 100,00   |      |
| Votos Inválidos         | Votos Inválidos                | 179    | 1,85 / 100,00   | 0,10 |
| Total                   | Total                          | 9 705  | 100,00 / 100,00 |      |
| Eleitorado/Participação | Eleitorado/Participação        | 13 366 | 72,61 / 100,00  | 4,58 |

### Espinho
| Partido                 | Partido                           | Votos  | %               | +/-  |
| ----------------------- | --------------------------------- | ------ | --------------- | ---- |
|                         | Partido Social Democrata          | 10 514 | 48,54 / 100,00  | 2,62 |
|                         | Partido Socialista                | 7 774  | 35,89 / 100,00  | 7,57 |
|                         | Coligação Democrática Unitária    | 1 483  | 6,85 / 100,00   | 3,44 |
|                         | Centro Democrático e Social       | 761    | 3,51 / 100,00   | 0,50 |
|                         | Partido da Solidariedade Nacional | 354    | 1,63 / 100,00   | Novo |
|                         | Outros                            | 478    | 2,21 / 100,00   |      |
| Votos Inválidos         | Votos Inválidos                   | 295    | 1,36 / 100,00   | 0,25 |
| Total                   | Total                             | 21 659 | 100,00 / 100,00 |      |
| Eleitorado/Participação | Eleitorado/Participação           | 28 596 | 75,74 / 100,00  | 5,14 |

### Estarreja
| Partido                 | Partido                        | Votos  | %               | +/-  |
| ----------------------- | ------------------------------ | ------ | --------------- | ---- |
|                         | Partido Social Democrata       | 9 247  | 62,55 / 100,00  | 0,37 |
|                         | Partido Socialista             | 3 369  | 22,79 / 100,00  | 5,98 |
|                         | Centro Democrático e Social    | 882    | 5,97 / 100,00   | 1,63 |
|                         | Coligação Democrática Unitária | 452    | 3,06 / 100,00   | 2,29 |
|                         | Outros                         | 529    | 3,58 / 100,00   |      |
| Votos Inválidos         | Votos Inválidos                | 305    | 2,07 / 100,00   | 0,21 |
| Total                   | Total                          | 14 784 | 100,00 / 100,00 |      |
| Eleitorado/Participação | Eleitorado/Participação        | 21 361 | 69,21 / 100,00  | 3,61 |

### Ílhavo
| Partido                 | Partido                           | Votos  | %               | +/-  |
| ----------------------- | --------------------------------- | ------ | --------------- | ---- |
|                         | Partido Social Democrata          | 10 715 | 63,83 / 100,00  | 1,67 |
|                         | Partido Socialista                | 3 910  | 23,29 / 100,00  | 3,62 |
|                         | Centro Democrático e Social       | 768    | 4,58 / 100,00   | 0,51 |
|                         | Partido da Solidariedade Nacional | 420    | 2,50 / 100,00   | Novo |
|                         | Coligação Democrática Unitária    | 374    | 2,23 / 100,00   | 1,71 |
|                         | Outros                            | 312    | 1,86 / 100,00   |      |
| Votos Inválidos         | Votos Inválidos                   | 287    | 1,71 / 100,00   | 0,06 |
| Total                   | Total                             | 16 786 | 100,00 / 100,00 |      |
| Eleitorado/Participação | Eleitorado/Participação           | 25 870 | 64,89 / 100,00  | 3,89 |

### Mealhada
| Partido                 | Partido                           | Votos  | %               | +/-  |
| ----------------------- | --------------------------------- | ------ | --------------- | ---- |
|                         | Partido Social Democrata          | 4 951  | 47,05 / 100,00  | 0,12 |
|                         | Partido Socialista                | 4 230  | 40,20 / 100,00  | 4,82 |
|                         | Coligação Democrática Unitária    | 435    | 4,13 / 100,00   | 3,08 |
|                         | Centro Democrático e Social       | 278    | 2,64 / 100,00   | 0,10 |
|                         | Partido da Solidariedade Nacional | 178    | 1,69 / 100,00   | Novo |
|                         | Outros                            | 215    | 2,05 / 100,00   |      |
| Votos Inválidos         | Votos Inválidos                   | 236    | 2,24 / 100,00   | 0,38 |
| Total                   | Total                             | 10 523 | 100,00 / 100,00 |      |
| Eleitorado/Participação | Eleitorado/Participação           | 16 110 | 65,32 / 100,00  | 2,26 |

### Murtosa
| Partido                 | Partido                     | Votos | %               | +/-  |
| ----------------------- | --------------------------- | ----- | --------------- | ---- |
|                         | Partido Social Democrata    | 3 815 | 79,05 / 100,00  | 1,27 |
|                         | Partido Socialista          | 596   | 12,35 / 100,00  | 1,66 |
|                         | Centro Democrático e Social | 204   | 4,23 / 100,00   | 0,87 |
|                         | Outros                      | 120   | 2,48 / 100,00   |      |
| Votos Inválidos         | Votos Inválidos             | 91    | 1,89 / 100,00   | 0,82 |
| Total                   | Total                       | 4 826 | 100,00 / 100,00 |      |
| Eleitorado/Participação | Eleitorado/Participação     | 7 891 | 61,16 / 100,00  | 4,47 |

### Oliveira de Azeméis
| Partido                 | Partido                           | Votos  | %               | +/-  |
| ----------------------- | --------------------------------- | ------ | --------------- | ---- |
|                         | Partido Social Democrata          | 21 968 | 58,92 / 100,00  | 1,87 |
|                         | Partido Socialista                | 11 191 | 30,01 / 100,00  | 6,97 |
|                         | Centro Democrático e Social       | 1 925  | 5,16 / 100,00   | 0,42 |
|                         | Coligação Democrática Unitária    | 692    | 1,86 / 100,00   | 1,66 |
|                         | Partido da Solidariedade Nacional | 380    | 1,02 / 100,00   | Novo |
|                         | Outros                            | 620    | 1,67 / 100,00   |      |
| Votos Inválidos         | Votos Inválidos                   | 509    | 1,37 / 100,00   | 0,39 |
| Total                   | Total                             | 37 285 | 100,00 / 100,00 |      |
| Eleitorado/Participação | Eleitorado/Participação           | 51 501 | 72,40 / 100,00  | 2,81 |

### Oliveira do Bairro
| Partido                 | Partido                     | Votos  | %               | +/-  |
| ----------------------- | --------------------------- | ------ | --------------- | ---- |
|                         | Partido Social Democrata    | 8 331  | 74,23 / 100,00  | 0,24 |
|                         | Centro Democrático e Social | 1 391  | 12,39 / 100,00  | 2,36 |
|                         | Partido Socialista          | 1 096  | 9,77 / 100,00   | 0,89 |
|                         | Outros                      | 261    | 2,33 / 100,00   |      |
| Votos Inválidos         | Votos Inválidos             | 144    | 1,29 / 100,00   | 1,13 |
| Total                   | Total                       | 11 223 | 100,00 / 100,00 |      |
| Eleitorado/Participação | Eleitorado/Participação     | 15 737 | 71,32 / 100,00  | 4,51 |

### Ovar
| Partido                 | Partido                           | Votos  | %               | +/-  |
| ----------------------- | --------------------------------- | ------ | --------------- | ---- |
|                         | Partido Social Democrata          | 12 927 | 50,91 / 100,00  | 0,01 |
|                         | Partido Socialista                | 8 713  | 34,32 / 100,00  | 7,76 |
|                         | Coligação Democrática Unitária    | 1 522  | 5,99 / 100,00   | 2,59 |
|                         | Centro Democrático e Social       | 818    | 3,22 / 100,00   | 0,14 |
|                         | Partido da Solidariedade Nacional | 444    | 1,75 / 100,00   | Novo |
|                         | Outros                            | 599    | 2,35 / 100,00   |      |
| Votos Inválidos         | Votos Inválidos                   | 368    | 1,45 / 100,00   | 0,43 |
| Total                   | Total                             | 25 391 | 100,00 / 100,00 |      |
| Eleitorado/Participação | Eleitorado/Participação           | 37 333 | 68,01 / 100,00  | 3,05 |

### Santa Maria da Feira
| Partido                 | Partido                        | Votos  | %               | +/-  |
| ----------------------- | ------------------------------ | ------ | --------------- | ---- |
|                         | Partido Social Democrata       | 34 490 | 51,21 / 100,00  | 2,39 |
|                         | Partido Socialista             | 25 231 | 37,47 / 100,00  | 4,94 |
|                         | Centro Democrático e Social    | 3 142  | 4,67 / 100,00   | 1,13 |
|                         | Coligação Democrática Unitária | 1 780  | 2,64 / 100,00   | 1,52 |
|                         | Outros                         | 1 735  | 2,57 / 100,00   |      |
| Votos Inválidos         | Votos Inválidos                | 966    | 1,43 / 100,00   | 0,10 |
| Total                   | Total                          | 67 344 | 100,00 / 100,00 |      |
| Eleitorado/Participação | Eleitorado/Participação        | 92 312 | 72,95 / 100,00  | 2,54 |

### São João da Madeira
| Partido                 | Partido                           | Votos  | %               | +/-  |
| ----------------------- | --------------------------------- | ------ | --------------- | ---- |
|                         | Partido Social Democrata          | 5 492  | 48,50 / 100,00  | 3,28 |
|                         | Partido Socialista                | 4 091  | 36,13 / 100,00  | 7,55 |
|                         | Centro Democrático e Social       | 727    | 6,42 / 100,00   | 1,09 |
|                         | Coligação Democrática Unitária    | 490    | 4,33 / 100,00   | 1,99 |
|                         | Partido da Solidariedade Nacional | 183    | 1,62 / 100,00   | Novo |
|                         | Outros                            | 200    | 1,78 / 100,00   |      |
| Votos Inválidos         | Votos Inválidos                   | 141    | 1,24 / 100,00   | 0,16 |
| Total                   | Total                             | 11 324 | 100,00 / 100,00 |      |
| Eleitorado/Participação | Eleitorado/Participação           | 15 466 | 73,22 / 100,00  | 4,61 |

### Sever do Vouga
| Partido                 | Partido                           | Votos  | %               | +/-  |
| ----------------------- | --------------------------------- | ------ | --------------- | ---- |
|                         | Partido Social Democrata          | 6 020  | 72,56 / 100,00  | 1,55 |
|                         | Partido Socialista                | 1 169  | 14,09 / 100,00  | 1,02 |
|                         | Centro Democrático e Social       | 676    | 8,15 / 100,00   | 0,37 |
|                         | Coligação Democrática Unitária    | 92     | 1,11 / 100,00   | 0,51 |
|                         | Partido da Solidariedade Nacional | 90     | 1,08 / 100,00   | Novo |
|                         | Outros                            | 112    | 1,35 / 100,00   |      |
| Votos Inválidos         | Votos Inválidos                   | 138    | 1,66 / 100,00   | 0,42 |
| Total                   | Total                             | 8 297  | 100,00 / 100,00 |      |
| Eleitorado/Participação | Eleitorado/Participação           | 11 328 | 73,24 / 100,00  | 6,12 |

### Vagos
| Partido                 | Partido                     | Votos  | %               | +/-  |
| ----------------------- | --------------------------- | ------ | --------------- | ---- |
|                         | Partido Social Democrata    | 8 459  | 78,68 / 100,00  | 2,54 |
|                         | Centro Democrático e Social | 979    | 9,11 / 100,00   | 2,50 |
|                         | Partido Socialista          | 957    | 8,90 / 100,00   | 1,81 |
|                         | Outros                      | 227    | 2,10 / 100,00   |      |
| Votos Inválidos         | Votos Inválidos             | 129    | 1,20 / 100,00   | 0,72 |
| Total                   | Total                       | 10 751 | 100,00 / 100,00 |      |
| Eleitorado/Participação | Eleitorado/Participação     | 15 743 | 68,29 / 100,00  | 6,26 |

### Vale de Cambra
| Partido                 | Partido                           | Votos  | %               | +/-  |
| ----------------------- | --------------------------------- | ------ | --------------- | ---- |
|                         | Partido Social Democrata          | 8 282  | 58,37 / 100,00  | 4,41 |
|                         | Partido Socialista                | 3 208  | 22,61 / 100,00  | 4,96 |
|                         | Centro Democrático e Social       | 1 771  | 12,48 / 100,00  | 2,31 |
|                         | Partido da Solidariedade Nacional | 182    | 1,28 / 100,00   | Novo |
|                         | Coligação Democrática Unitária    | 176    | 1,24 / 100,00   | 0,89 |
|                         | Outros                            | 290    | 2,04 / 100,00   |      |
| Votos Inválidos         | Votos Inválidos                   | 280    | 1,97 / 100,00   | 0,43 |
| Total                   | Total                             | 14 189 | 100,00 / 100,00 |      |
| Eleitorado/Participação | Eleitorado/Participação           | 20 188 | 70,28 / 100,00  | 4,10 |